# Chiara Costazza
Chiara Costazza, née le 6 mai 1984 à Cavalese, est une skieuse alpine italienne spécialiste du slalom.

## Biographie
L'Italienne fait sa première apparition dans une épreuve de coupe du monde en décembre 2002 lors d'un slalom organisé à Lenzerheide (Autriche). Elle ne marque ses premiers points qu'en décembre 2004 à l'occasion de son sixième départ en Coupe du monde. En 2006, elle participe à domicile à ses premiers Jeux olympiques en prenant une huitième place finale lors du slalom, synonyme de place de finaliste.
Après avoir obtenu un premier podium en carrière sur un slalom de Coupe du monde en novembre 2007 à Reiteralm, Chiara Costazza décroche son premier succès à Lienz, le 29 novembre 2007. Elle met ainsi fin à plus de dix ans de disette italienne en slalom féminin, où la dernière victoire transalpine remontait à mars 1997 et un succès de Lara Magoni obtenu à Vail dans le Colorado.
Aux Jeux olympiques d'hiver de 2018, elle est neuvième du slalom.

## Palmarès

### Jeux olympiques d'hiver
| Épreuve / Édition   | Descente | Super G | Slalom géant | Slalom  | Combiné / Super combiné |
| JO 2006 Turin       | —        | —       | —            | 8e      | —                       |
| JO 2010 Vancouver   | —        | —       | —            | Abandon | —                       |
| JO 2014 Sotchi      | —        | —       | —            | Abandon | —                       |
| JO 2018 Pyeongchang | —        | —       | —            | 9e      | —                       |

Légende :
- — : Chiara Costazza n'a pas participé à cette épreuve

### Championnats du monde
| Épreuve / Édition          | Descente | Super G | Slalom géant | Slalom  | Combiné / Super combiné |
| Mondiaux 2005 Bormio       | —        | —       | —            | Abandon | —                       |
| Mondiaux 2007 Åre          | —        | —       | —            | Abandon | —                       |
| Mondiaux 2013 Schladming   | —        | —       | —            | 14e     | —                       |
| Mondiaux 2015 Beaver Creek | —        | —       | —            | 16e     | —                       |
| Mondiaux 2017 Saint-Moritz | —        | —       | —            | Abandon | —                       |
| Mondiaux 2019 Åre          | —        | —       | —            | 20e     | —                       |

### Coupe du monde
- Meilleur classement général : 27e en 2008.
- Meilleur classement en slalom : 7e en 2008.
- 2 podiums dont 1 victoire.

#### Détail des victoires
| Saison / Épreuve | Slalom | Total |
| 2007-2008        | Lienz  | 1     |
| Total            | 1      | 1     |

(État au 1er février 2019)

#### Différents classements en Coupe du monde
| Saison / Épreuve | Saison / Épreuve | Général | Général | Descente | Descente | Super G | Super G | Slalom géant | Slalom géant | Slalom | Slalom | Combiné | Combiné |
| ---------------- | ---------------- | ------- | ------- | -------- | -------- | ------- | ------- | ------------ | ------------ | ------ | ------ | ------- | ------- |
| Saison / Épreuve | Saison / Épreuve | Class.  | Points  | Class.   | Points   | Class.  | Points  | Class.       | Points       | Class. | Points | Class.  | Points  |
| 2005             | 2005             | 90e     | 16      | -        | -        | -       | -       | -            | -            | 40e    | 16     | -       | -       |
| 2006             | 2006             | 37e     | 191     | -        | -        | -       | -       | -            | -            | 12e    | 191    | -       | -       |
| 2007             | 2007             | 50e     | 148     | -        | -        | -       | -       | -            | -            | 13e    | 148    | -       | -       |
| 2008             | 2008             | 27e     | 310     | -        | -        | -       | -       | -            | -            | 7e     | 310    | -       | -       |
| 2009             | 2009             | 108e    | 14      | -        | -        | -       | -       | -            | -            | 48e    | 14     | -       | -       |
| 2010             | 2010             | 66e     | 81      | -        | -        | -       | -       | -            | -            | 22e    | 81     | -       | -       |
| 2011             | 2011             | 114e    | 10      | -        | -        | -       | -       | -            | -            | 51e    | 10     | -       | -       |
| 2012             | 2012             | 95e     | 22      | -        | -        | -       | -       | -            | -            | 39e    | 22     | -       | -       |
| 2013             | 2013             | 69e     | 74      | -        | -        | -       | -       | -            | -            | 28e    | 74     | -       | -       |
| 2014             | 2014             | 50e     | 130     | -        | -        | -       | -       | -            | -            | 17e    | 130    | -       | -       |
| 2015             | 2015             | 43e     | 152     | -        | -        | -       | -       | -            | -            | 15e    | 152    | -       | -       |
| 2016             | 2016             | 68e     | 82      | -        | -        | -       | -       | -            | -            | 24e    | 82     | -       | -       |
| 2017             | 2017             | 40e     | 206     | -        | -        | -       | -       | -            | -            | 9e     | 206    | -       | -       |
| 2018             | 2018             | 52e     | 157     | -        | -        | -       | -       | -            | -            | 19e    | 157    | -       | -       |
| 2019             | 2019             | 47e     | 143     | -        | -        | -       | -       | -            | -            | 15e    | 143    | -       | -       |

### Coupe d'Europe
- 1 victoire.

### Championnats d'Italie
- Vainqueur du slalom en 2011 et 2013.